# 비스마르크 추격전
비스마르크 추격전(Bismarck Chase) 또는 전함 비스마르크의 마지막 전투(The last battle of the German battleship Bismarck)는 1941년 5월 26일~27일에 프랑스의 브레스트 서쪽 560 km 지점에서 일어난 주력함들 간의 해전이다.
1941년 5월 24일에 있던 덴마크 해협 전투에서 전함 비스마르크와 비스마르크를 호위하던 중순양함 프린츠 오이겐은 영국의 자랑이었던 전투순양함 후드를 만나 격침시키고 전함 프린스 오브 웨일스를 무력화시켰다. 이후 영국 해군과 영국 공군은 선박들과 항공기를 동원해 비스마르크를 집요하게 쫓았다. 결국 5월 26일 저녁에 비스마르크는 영국군의 뇌격으로 조타 장치가 고장났고 다음날 아침 집중공격을 받아 침몰하였다.

## 관련 저서
- Angus Konstam, 《Hunt the Bismarck: The Pursuit of Germany's Most Famous Battleship》, Osprey Publishing, 2019
  - 한국어 번역: 이승훈 옮김, 《비스마르크를 추격하라》, 일조각, 2024

## 같이 보기
- 불침묘 샘